# Đoàn Tề
Đoàn Tề là một vương quốc nằm ở bán đảo Sơn Đông trong thời kỳ Ngũ Hồ thập lục quốc, được thành lập bởi Đoàn Cần, thành viên tộc Đoàn của người Tiên Ti. Năm 350, Nhiễm Mẫn lật đổ nhà Hậu Triệu, khuynh đảo vùng đồng bằng Hoa Bắc. Đoàn Cần nhân cơ hội này dẫn người của mình đến thành Quảng Cổ ở Sơn Đông và lập nước Đoàn Tề. Đoàn Cần không tự xưng đế vì coi hoàng đế nhà Tấn là thiên tử. Năm 351, Đoàn Tề trở thành chư hầu của nhà Tấn sau khi hoàng đế nhà Tấn phong Cần làm Trấn Bắc tướng quân và Tề công. Tuy nhiên, Đoàn Tề vẫn được coi là một nước độc lập vì nhà Tấn không trực tiếp kiểm soát nó.
Năm 355, Mộ Dung Tuấn, một người thuộc tộc khác của Tiên Ti, tự xưng là hoàng đế Tiền Yên. Đoàn Cần cho rằng không ai thuộc tộc Tiên Ti có tư cách xưng đế. Ông viết thư tố cáo Tuấn, điều này chọc giận Tiền Yên. Năm 356, chiến tranh giữa Tiền Yên và Đoàn Tề nổ ra, Đoàn Tề thua trận, cầu cứu Tấn nhưng không kịp. Ông bị Mộ Dung Tuấn bắt và bị xử tử vào năm sau.